# April Stevens
April Stevens (* 29. April 1929 als Caroline Vincinette LoTempio in Niagara Falls, New York; † 17. April 2023 in Phoenix, Arizona) war eine US-amerikanische Sängerin. Eines ihrer bekanntesten Stücke ist Teach Me Tiger. Sie wurde vor allem durch die musikalische Zusammenarbeit mit ihrem jüngeren Bruder Nino Tempo bekannt. In den frühen 1960er-Jahren hatte das Duo bei Atlantic Records eine Reihe von Charthits, darunter den Nummer-eins-Erfolg Deep Purple.

## Leben und Werk
April Stevens wurde 1929 als Caroline LoTempio in Niagara Falls geboren und wuchs zusammen mit ihrem Bruder Antonino und sechs jüngeren Schwestern in einer italo-amerikanischen Mittelstandsfamilie auf. Ab dem Alter von acht Jahren nahm sie erfolgreich an Gesangs- und Musikwettbewerben teil.
1948 zogen die LoTempios mit ihren Kindern nach Los Angeles, um die musikalische Karriere ihrer beiden Ältesten dort fördern zu lassen. An der Belmont High School sang sie mit den Hoagy Carmichael Teenagers, außerdem machte sie Demobänder mit anderen Künstlern. Ihre erste Schallplattenaufnahme, No No No Not That, wurde 1950 im Schallplattenstudio von Laurel Records unter Tony Sepe aufgezeichnet. Um zu vermeiden, dass ihr Name mit dem etwas anzüglichen Lied in Verbindung gebracht wurde, erschien die Platte unter ihrem Künstlernamen April Stevens.
Nach dem Zusammenbruch von Laurel Records wechselte sie unter ihrem damaligen Manager Al Piantadosi zu Society Records und nahm eine Reihe von Liedern wie Don’t Do It, Shadow Waltz, The Envelope and the Rope, End of Desire, In a Toyland und Subway Express auf, arrangiert von Russ Garcia.
1951 wurde sie von Henri René zu einem Wechsel zu RCA überredet. René war Leiter der dortigen A&R-Abteilung und betreute Künstler wie Frankie Laine, Dinah Shore und Eartha Kitt. Ihr bis dahin größter Erfolg wurde bei RCA der sechste Platz in den Top Ten mit I’m in Love Again und im selben Jahr Platz 10 mit Gimme a Little Kiss, Will Ya, Huh? sowie Platz 27 mit And So to Sleep Again.
Nach einer unglücklichen Liebesaffäre mit einem verheirateten Ölmagnaten setzte sie erst 1959 ihre Karriere unter Henri René, jetzt bei Imperial Records, u. a. mit dem von ihrem Bruder Antonio geschriebenen Titel Teach Me Tiger fort. Zwei Jahre später spielte sie zusammen mit ihrem Bruder, der sich jetzt Nino Tempo nannte, das Duett High School Sweetheart für die Musikabteilung von United Artists ein.
Den nationalen und internationalen Durchbruch für Nino Tempo und April Stevens brachte 1963 ihr Nummer-eins-Hit Deep Purple, ein Titel, mit dem 1939 Larry Clinton und sein Orchester bereits den ersten Platz der Hitparade belegen konnten. Ihre Interpretation wurde 1964 mit einem Grammy ausgezeichnet. Auch die folgenden Aufnahmen waren Neuaufnahmen von Titeln aus den 1920er- und 1930er-Jahren. Nach einem weiteren Top-20-Hit mit Whispering landeten Stardust, Tea for Two und I’m Confessin’ (That I Love You) zumeist im Mittelfeld der Hitparade.
Weitere Platten wie I Love How You Love Me, Sea of Love und Hey Baby folgten, größere Erfolge waren noch einmal All Strung Out (1966), und Wake Up and Love Me, das 1974 unter dem Künstlernamen April veröffentlicht wurde.
Nach dem Tod ihres Vaters 1982 heiratete April Stevens im Jahr 1983 Bill Perman, mit dem sie in Arizona lebte. 1985 begann sie erneut mit Schallplattenaufnahmen, auch wieder mit ihrem Bruder Nino, die sie bis in die späten 1990er fortsetzte. Im Oktober 1999 wurden April Stevens und Nino Tempo in die Buffalo Music Hall of Fame aufgenommen. Sie starb am 17. April 2023 knapp zwei Wochen vor ihrem 94. Geburtstag in Phoenix.

## Diskografie
Singles

| Jahr           | Titel Album                             | Höchstplatzierung, Gesamtwochen, AuszeichnungChartplatzierungen (Jahr, Titel, Album, Platzierungen, Wochen, Auszeichnungen, Anmerkungen) | Höchstplatzierung, Gesamtwochen, AuszeichnungChartplatzierungen (Jahr, Titel, Album, Platzierungen, Wochen, Auszeichnungen, Anmerkungen) | Anmerkungen |
| Jahr           | Titel Album                             | UK | US | Anmerkungen |
| -------------- | --------------------------------------- | --- | --- | ----------- |
| Solo           |                                         | | |             |
|                |                                         | | |             |
| 1959           | Teach Me Tiger –                        | — | US86 (3 Wo.)US |             |
| mit Nino Tempo |                                         | | |             |
|                |                                         | | |             |
| 1962           | Sweet and Lovely –                      | — | US77 (4 Wo.)US |             |
| 1963           | Deep Purple –                           | UK17 (11 Wo.)UK | US1 (15 Wo.)US |             |
| 1963           | Whispering –                            | UK20 (8 Wo.)UK | US11 (9 Wo.)US |             |
| 1964           | Stardust –                              | — | US32 (6 Wo.)US |             |
| 1964           | I’m Confessin’ (That I Love You) –      | — | US99 (1 Wo.)US |             |
| 1965           | Tea for Two –                           | — | US56 (5 Wo.)US |             |
| 1966           | All Strung Out –                        | — | US26 (8 Wo.)US |             |
| 1967           | I Can’t Go on Livin’ Baby Without You – | — | US86 (2 Wo.)US |             |
| 1973           | Sister James –                          | — | US53 (8 Wo.)US |             |
| 1974           | Wake Up and Love Me –                   | — | US93 (4 Wo.)US |             |

## Autobiografie
- Teach Me Tiger! My Autobiography, 2013, ISBN 978-1-4904-3465-0.